# 엄지의 제왕
《엄지의 제왕》은 매주 화요일 밤 8시 10분에 방송되는 예능 프로그램이다.

## 방송 시간
| 방송 채널 | 방송 기간                         | 방송 시간                          |
| --------- | --------------------------------- | ---------------------------------- |
| MBN       | 2013년 1월 4일 ~ 2013년 1월 18일  | 매주 금요일 밤 11시 ~ 12시 40분    |
| MBN       | 2013년 1월 29일 ~ 2019년 7월 9일  | 매주 화요일 밤 11시 ~ 12시 40분    |
| MBN       | 2019년 7월 16일 ~ 2022년 5월 31일 | 매주 화요일 밤 8시 30분 ~ 9시 50분 |
| MBN       | 2022년 6월 7일 ~ 현재             | 매주 화요일 밤 8시 10분 ~ 9시 10분 |

## 진행자
| 대수 | 진행자 | 진행자 | 진행자      | 진행자 | 진행 기간                          |
| 대수 | 남성   | 여성   | 여성        | 남성   | 진행 기간                          |
| ---- | ------ | ------ | ----------- | ------ | ---------------------------------- |
| 1대  | 허참   | 빈칸   | 빈칸        | 빈칸   | 2013년 1월 4일 ~ 2015년 11월 17일  |
| 2대  | 허참   | 오정연 | 오정연      | 빈칸   | 2015년 11월 24일 ~ 2017년 4월 11일 |
| 3대  | 김승현 | 강수정 | 강수정      | 빈칸   | 2017년 4월 18일 ~ 2020년 9월 22일  |
| 4대  | 조충현 | 소유진 | 홍지민      | 이만기 | 2020년 9월 29일 ~ 2022년 3월 8일   |
| 5대  | 조충현 | 소유진 | 에바 포피엘 | 이만기 | 2022년 3월 15일 ~ 2022년 5월 3일   |
| 6대  | 조우종 | 유하나 | 유하나      | 김태훈 | 2022년 5월 10일 ~ 2022년 10월 18일 |
| 7대  | 조우종 | 오영실 | 빈칸        | 제이쓴 | 2022년 10월 25일 ~ 2023년 1월 10일 |
| 8대  | 조우종 | 오영실 | 고선영      | 제이쓴 | 2023년 1월 17일 ~ 2024년 7월 30일  |
| 9대  | 조우종 | 오영실 | 고선영      | 이만기 | 2024년 8월 6일 ~ 현재              |

역대 패널
- 송채환
- 홍록기
- 채연
- 김승환
- 현영
- 박미경
- 정소녀
- 오영실
- 사미자
- 이상벽
- 조향기
- 이만기
- 홍지민
- 권오중

## 같이 보기
관련 항목
- 건강

방송 프로그램
- 생로병사의 비밀 (KBS 1TV)
- 비타민 (KBS 2TV)
- 명의 (EBS 1TV)
- 닥터스 (MBC TV)
- 닥터의 승부 (JTBC)
- 내 몸 사용설명서 (TV조선)
- 나는 몸신이다 (채널A)